# 涙の出ないタマネギ
涙の出ないタマネギ（なみだのでないタマネギ）とは、タマネギの催涙成分を作る２つの酵素（催涙成分合成酵素、アリイナーゼ）の内、どちらか一方の遺伝子の発現を抑制することで得られたタマネギである。催涙成分合成酵素を抑制したタマネギは、2007年に日本とニュージーランドの科学者らが開発した。一方、アリイナーゼを抑制したタマネギは、2015年に日本の科学者らが開発した。

## 開発
当初、涙を分泌させる催涙成分syn-プロパンチアール-S-オキシド (propanthial S-oxide) はタマネギを切ったときに自然に発生するものと考えられていたが、ハウス食品ソマテックセンター・研究主幹の今井真介の2002年の研究により、催涙成分合成酵素 (lachrymatory-factor synthase: LFS)によって、中間体分子 1-プロペニルスルフェン酸 (1-propenylsulphenic acid) が催涙成分へと変化することが判明した。
この発見を元にニュージーランドの研究機関クロップ・アンド・フード・リサーチ (Crop and Food Research) のコリン・イーディ (Colin Eady) と今井らがタマネギにLFSのcDNAを用いたRNA干渉 (RNA interference: RNAi) によりLFSの遺伝子の発現が抑制されたノックダウンタマネギを作った。これにより、タマネギのLFSの生産が抑制され、催涙成分だけを減らすことが実現し、催涙成分にならなかった中間体分子1-プロペニルスルフェン酸が風味成分・におい成分チオスルフィネート (thiosulphinate) となることにより、風味成分・におい成分だけを増やすことができた。これにより、“涙の出ないタマネギ”を得る手法ができあがった。
タマネギの催涙成分を作る酵素を発見し『涙の出ないタマネギ』の開発に貢献した今井真介は、2013年にイグノーベル賞の化学賞を受賞した。
なお、催涙成分合成酵素の遺伝子の発現を抑制した”涙の出ないタマネギ”は遺伝子組み換え技術を用いているため、市場には出荷されていない。
その後、催涙成分を作るもう一つの酵素であるアリイナーゼの発現を抑制した“涙の出ないタマネギ”は、従来の選抜育種により作出され、2015年より市場に出荷されている。